# Lipogramma klayi
Lipogramma klayi Randall, 1963 è un piccolo pesce d'acqua salata appartenente alla famiglia Grammatidae.

## Descrizione
Presenta una lunghezza di circa 4 cm.

## Distribuzione e habitat
Occupa principalmente le acque tropicali dell'Oceano Atlantico vicine allo Yucatán, al Belize, all'Honduras e al Venezuela. Vive tra i 40-50 e poco più di 100 metri di profondità.